# Southern (Zambia)
Southern Province er en af Zambias ti provinser. Nær byen Livingstone ligger Zambias førende turistattraktion, Mosi-oa-Tunya (Victoria Falls), på grænsen til Zimbabwe. Provinsens centrum, det sydlige plateau, har landets største areal med kommerciel landbrugsjord med landets største majsproduktion.